# Bornmuellera dieckii
Bornmuellera dieckii är en korsblommig växtart som beskrevs av Árpád von Degen. Bornmuellera dieckii ingår i släktet Bornmuellera och familjen korsblommiga växter. Inga underarter finns listade i Catalogue of Life.